# Benjamin Stasiulis
Benjamin Stasiulis, né le 20 juillet 1986 à Aubervilliers, est un nageur français spécialisé dans les épreuves de dos.

## Biographie
Benjamin Stasiulis a grandi en région parisienne. Il déclare : «J’étais un gamin hyperactif, carrément turbulent. C’est pour essayer de me coucher le soir que mes parents m’ont inscrit à une multitude d’activités. J’ai fait du karaté, du judo, du football, de la clarinette… Mais ce n’est qu’à la natation que je me sentais vraiment dans mon élément.»

## Carrière
Il se qualifie pour les Jeux olympiques 2012 en arrachant la 2e place aux Championnats de France 2012. Il s'entraîne à Marseille, au Cercle des nageurs de Marseille, depuis septembre 2012. Il s'entraînaît auparavant à l'Amiens Métropole Natation.
En novembre 2012, il remporte 2 médailles (1 en bronze et 1 en argent) en dos lors des Championnats d'Europe en petit bassin à Chartres. Il est devancé sur 100 m dos par son compatriote et ancien partenaire d'entraînement à Amiens Jérémy Stravius, mais réalise un chrono de 50 s 31, nouveau record personnel.

## Retraite sportive et reconversion professionnelle
Il prend sa retraite sportive en 2017. Il devient d'abord entraineur et directeur de la Fédération valaisanne de natation. Depuis 2021, il dirige le club Lausanne Aquatique.

## Palmarès

### Jeux olympiques
| Édition      | Épreuve                      | Épreuve                           | Épreuve                            |
| Édition      | 100 m dos                    | 4 x 100 quatre nages              | 200 m dos                          |
| Pékin 2008   | 25e temps des séries 55 s 08 | 9e temps des séries 3 min 34 s 78 | -                                  |
| Londres 2012 | 31e temps des séries 55 s 36 | -                                 | 24e temps des séries 1 min 59 s 52 |

### Championnats du monde

#### En grand bassin
| Édition       | Épreuve                      | Épreuve                      | Épreuve                                 | Épreuve | Épreuve |
| Édition       | 50 m dos                     | 100 m dos                    | 200 m dos                               |         |         |
| Rome 2009     | 24e temps des séries 25 s 32 | 19e temps des séries 54 s 18 | 18e temps des séries 1 min 58 s 17      |         |         |
| Shanghai 2011 | -                            | -                            | 12e temps des 1/2 finales 1 min 58 s 19 |         |         |

#### En petit bassin
| Édition    | Épreuve        | Épreuve              |
| Édition    | 200 m dos      | 4 × 50 m 4 nages     |
| Dubaï 2010 | 11e des séries |                      |
| Doha 2014  |                | Argent 1 min 31 s 25 |

### Championnats d'Europe

#### En grand bassin
| Édition        | Épreuve                           | Épreuve                           | Épreuve              | Épreuve              | Épreuve |
| Édition        | 50 m dos                          | 100 m dos                         | 200 m dos            | 4 × 100 m 4 nages    |         |
| Eindohven 2008 | 12e temps des 1/2 finales 26 s 15 | 16e temps des 1/2 finales 56 s 53 | -                    |                      |         |
| Budapest 2010  | -                                 | -                                 | Bronze 1 min 57 s 37 |                      |         |
| Debrecen 2012  | -                                 | -                                 | 7e 1 min 58 s 55     |                      |         |
| Londres 2016   |                                   |                                   |                      | Argent 3 min 33 s 89 |         |

#### En petit bassin
| Édition       | Épreuve                     | Épreuve                     | Épreuve                            | Épreuve              |
| Édition       | 50 m dos                    | 100 m dos                   | 200 m dos                          | 4 x 50m quatre nages |
| Helsinki 2007 | 10e temps des demis 24 s 79 | 12e temps des demis 53 s 52 | 13e temps des séries 1 min 58 s 23 | —                    |
| Debrecen 2008 | 10e temps des demis 24 s 48 | 7e 52 s 62                  | 5e 1 min 53 s 08                   | -                    |
| Istanbul 2010 | 5e 23 s 33                  | 9e 51 s 21                  | 8e temps des séries 1 min 51 s 27  | Bronze 1 min 32 s 13 |
| Chartres 2012 |                             | Argent 50 s 31              | Bronze 1 min 51 s 81               | -                    |

### Championnats de France

#### En grand bassin
- Championnats de France de natation 2005 à Nancy
  -  Médaille d'or du 4 × 200 m nage libre.
  -  Médaille d'argent du 200 m dos.
  -  Médaille de bronze du 4 × 100 m 4 nages.
- Championnats de France de natation 2006 à Tours
  -  Médaille d'or du 4 × 200 m nage libre.
  -  Médaille d'argent du 200 m dos.
  -  Médaille de bronze du 100 m dos.
- Championnats de France de natation 2007 à Saint-Raphaël
  -  Médaille d'argent du 50 m dos.
  -  Médaille d'argent du 100 m dos.
  -  Médaille de bronze du 200 m dos.
  -  Médaille de bronze du 4 × 100 m 4 nages.
- Championnats de France de natation 2008 à Dunkerque
  -  Médaille d'or du 100 m dos.
  -  Médaille d'argent du 200 m dos.
  -  Médaille de bronze du 4 × 100 m 4 nages.
- Championnats de France de natation 2009 à Montpellier
  -  Médaille d'or du 200 m dos.
  -  Médaille d'argent du 100 m dos.
  -  Médaille d'argent du 50 m dos.
  -  Médaille d'argent du 4 × 100 m 4 nages.
- Championnats de France de natation 2010 à Saint-Raphaël
  -  Médaille d'or du 4 × 100 m 4 nages.
  -  Médaille d'argent du 200 m dos.
  -  Médaille de bronze du 50 m dos.
- Championnats de France de natation 2011 à Schiltigheim
  -  Médaille d'or du 200 m dos.
  -  Médaille de bronze du 100 m dos.
  -  Médaille de bronze du 50 m dos.
- Championnats de France de natation 2012 à Dunkerque
  -  Médaille d'or du 200 m dos.
  -  Médaille d'argent du 100 m dos.

#### En petit bassin
- Championnats de France de natation 2005 en petit bassin à Chalon-sur-Saône
  -  Médaille d'or du 200 m dos.
  -  Médaille de bronze du 50 m dos.
- Championnats de France de natation 2006 en petit bassin à Istres
  -  Médaille d'or du 200 m dos.
  -  Médaille d'argent du 100 m dos.
- Championnats de France de natation 2007 en petit bassin à Nîmes
  -  Médaille d'or du 200 m dos.
  -  Médaille d'or du 100 m dos.
  -  Médaille d'or du 50 m dos.
- Championnats de France de natation 2009 en petit bassin à Chartres
  -  Médaille d'or du 200 m dos.
  -  Médaille d'argent du 100 m dos.
  -  Médaille d'or du 50 m dos
- Championnats de France de natation 2010 en petit bassin à Chartres
  -  Médaille d'or du 200 m dos.
  -  Médaille d'or du 100 m dos.
  -  Médaille d'argent du 50 m dos.
- Championnats de France de natation 2011 en petit bassin à Angers
  -  Médaille d'or du 200 m dos.
  -  Médaille d'argent du 100 m dos.
  -  Médaille d'argent du 50 m dos.
- Championnats de France de natation 2012 en petit bassin à Angers
  -  Médaille d'or du 200 m dos.
  -  Médaille d'argent du 100 m dos.
  -  Médaille d'or du 50 m dos.